# Mark Keil
Mark Keil, né le 3 juin 1967 à Mountain View (Californie), est un joueur de tennis américain.
Au cours de sa carrière, il a remporté 5 tournois en double et atteint 8 finales.

## Palmarès

### Titres en double messieurs
| No | Date       | Nom et lieu du tournoi         | Catégorie    | Dotation    | Surface         | Partenaire           | Finalistes                    | Score         |  |
| -- | ---------- | ------------------------------ | ------------ | ----------- | --------------- | -------------------- | ----------------------------- | ------------- |  |
| 1  | 24-02-1992 | Purex Championships Scottsdale | World Series | 235 000 $   | Dur (ext.)      | Dave Randall         | Kent Kinnear Sven Salumaa     | 4-6, 6-1, 6-2 |  |
| 2  | 22-02-1993 | Purex Championships Scottsdale | World Series | 275 000 $   | Dur (ext.)      | Dave Randall         | Luke Jensen Sandon Stolle     | 7-5, 6-4      |  |
| 3  | 29-03-1993 | Salem Open Osaka               | World Series | 475 000 $   | Dur (ext.)      | Christo van Rensburg | Glenn Michibata David Pate    | 7-6, 6-3      |  |
| 4  | 06-03-1995 | Copenhagen Open Copenhague     | World Series | 203 000 $   | Moquette (int.) | Peter Nyborg         | Guillaume Raoux Greg Rusedski | 6-7, 6-4, 7-6 |  |
| 5  | 11-09-1995 | Romanian Open Bucarest         | World Series | 1 350 000 $ | Terre (ext.)    | Jeff Tarango         | Cyril Suk Daniel Vacek        | 6-4, 7-6      |  |

### Finales en double messieurs
| No | Date       | Nom et lieu du tournoi            | Catégorie    | Dotation  | Surface         | Vainqueurs                       | Partenaire       | Score         |          |
| -- | ---------- | --------------------------------- | ------------ | --------- | --------------- | -------------------------------- | ---------------- | ------------- | -------- |
| 1  | 27-04-1992 | AT&T Tennis Challenge Atlanta     | World Series | 235 000 $ | Terre (ext.)    | Steve DeVries David Macpherson   | Dave Randall     | 6-3, 6-3      |          |
| 2  | 02-11-1992 | Kolynos Cup Búzios                | World Series | 155 000 $ | Dur (ext.)      | Maurice Ruah Mario Tabares       | Tom Mercer       | 7-6, 6-7, 6-4 |          |
| 3  | 25-09-1995 | Davidoff Swiss Indoors Basel Bâle | World Series | 975 000 $ | Dur (int.)      | Cyril Suk Daniel Vacek           | Peter Nyborg     | 3-6, 6-3, 6-3 |          |
| 4  | 27-01-1997 | Croatian Indoors Zagreb           | World Series | 375 000 $ | Moquette (int.) | Saša Hiršzon Goran Ivanišević    | Brent Haygarth   | 6-4, 6-3      |          |
| 5  | 18-08-1997 | Waldbaum’s Hamlet Cup Long Island | World Series | 303 000 $ | Dur (ext.)      | Marcos Ondruska David Prinosil   | T.J. Middleton   | 6-4, 6-4      |          |
| 6  | 02-02-1998 | Marseille Indoors Marseille       | Int' Series  | 514 250 $ | Dur (int.)      | Donald Johnson Francisco Montana | T.J. Middleton   | 6-4, 3-6, 6-3 | Parcours |
| 7  | 26-04-1999 | Tento Czech Open Prague           | Int' Series  | 475 000 $ | Terre (ext.)    | Martin Damm Radek Štěpánek       | Nicolás Lapentti | 6-0, 6-2      |          |
| 8  | 13-09-1999 | President’s Cup Tachkent          | Int' Series  | 475 000 $ | Dur (ext.)      | Oleg Ogorodov Marc Rosset        | Lorenzo Manta    | 7-64, 7-61    |          |

## Parcours en Grand Chelem

### En double mixte
| Année | Open d'Australie               | Open d'Australie             | Roland-Garros | Roland-Garros | Wimbledon | Wimbledon | US Open | US Open |
| ----- | ------------------------------ | ---------------------------- | ------------- | ------------- | --------- | --------- | ------- | ------- |
| 1995  | 1er tour (1/16) Shaun Stafford | Amanda Coetzer Lan Bale      |               |               |           |           |         |         |
| 1996  | 2e tour (1/8) Lori McNeil      | Julie Halard Michael Tebbutt |               |               |           |           |         |         |

Sous le résultat, la partenaire ; à droite, l'ultime équipe adverse.